# 순이동률
순이동률(Net migration rate)이란, 인구 1000명당 전입자 수에서 전출자 수를 뺀 순이동자 수를 의미한다. 예를 들어, 한국으로 이민을 오는 사람이, 같은 기간 한국을 떠나 다른 나라로 이주하는 사람보다 더 많으면, 순이동률은 +가 되고, 오는 사람보다 떠나는 사람이 더 많으면 순이동률은 -가 된다. 2015-2020년 한국의 연간 평균 인구 1000명당 순이동률은 0.2다.

## 세계적 동향
유럽 및 북아메리카 지역의 경우, 2010~2020년까지 해외로 이주한 사람들보다 이민을 온 사람들이 2590만 명 더 많았고(입국 이민>출국 이주), 같은 기간 중동 및 북아프리카 지역은 220만 명 더 많았고, 호주 및 뉴질랜드 지역은 190만 명 더 많았다. 반면에 해외로 이주한 사람들이 이민을 온 사람들보다 더 많아 인구가 유출되는 지역(입국 이민<출국 이주)도 있다. 2010~2020년까지 중앙아시아 및 남아시아 지역은 -1510만 명, 라틴 아메리카 및 카리브해 지역은 -540만 명, 동아시아 및 동남아시아 지역은 -520만 명, 사하라 이남 아프리카 지역은 -410만 명, 호주 및 뉴질랜드를 제외한 오세아니아 지역은 -20.8만 명이었다.

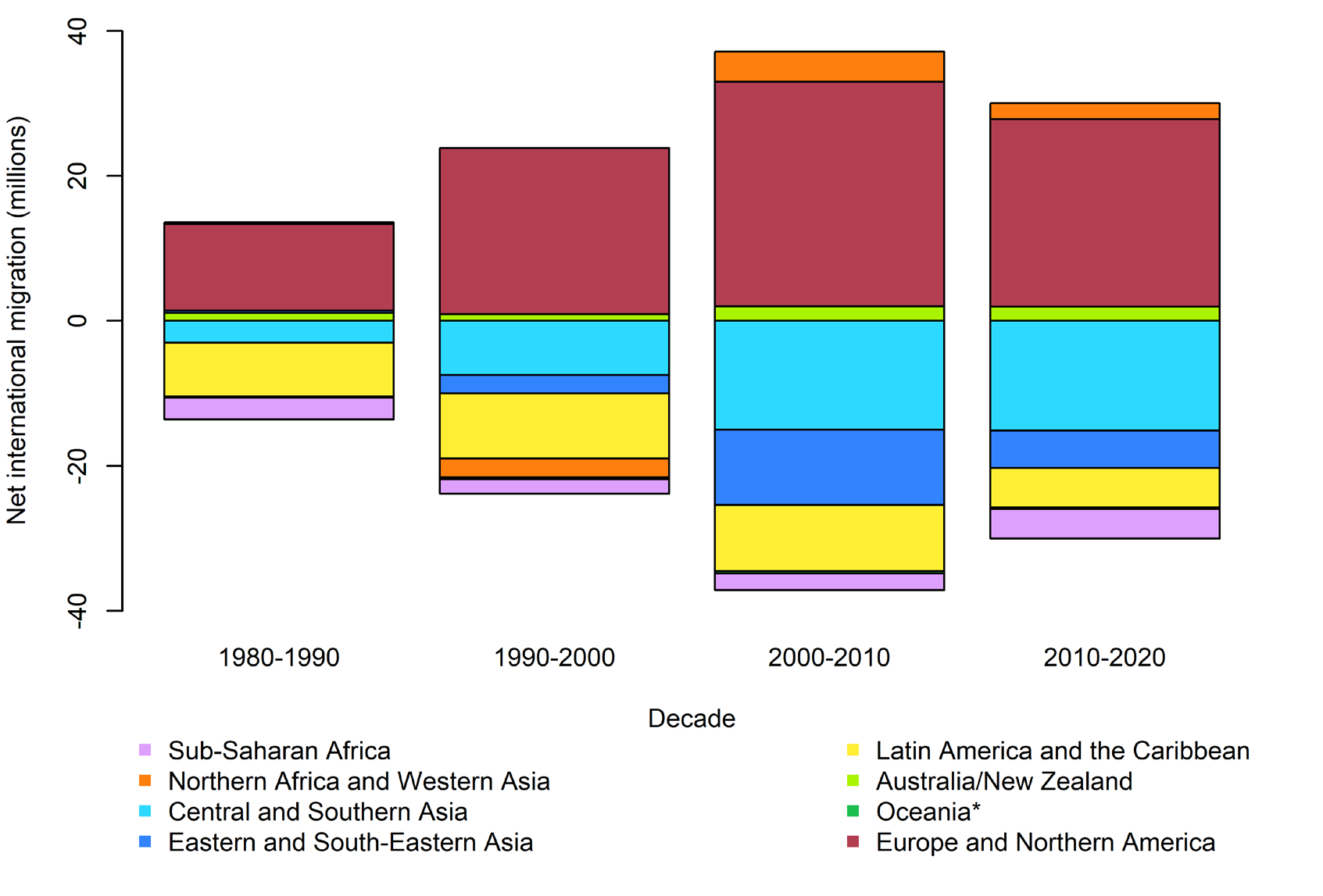
1980-1990, 1990-2000, 2000-2010, 2010-2020년 지역별 국제 순인구 이동 규모

다만 2000~2010년에 비해 2010~2020년은 인구 이동 규모 비교적 적은 편이었다. 2000~2010년에 비해 2010~2020년 유럽 및 북아메리카 지역의 순인구 이동은 16% 감소했으며, 같은 기간 중동 및 북아프리카 지역의 순인구 이동은 48% 감소, 라틴 아메리카 및 카리브해 지역은 40% 감소, 동아시아 및 동남아시아 지역은 절반가량 감소했다. 사하라 이남 아프리카 지역만 해외 이주로 76% 증가해, 유일하게 순인구 이동 규모가 크게 증가한 지역이 되겠다. 이는 사하라 이남 아프리카에서 해외로 떠난 사람들이 많아서 나타난 결과로, 구체적으로 보면 2000~2010년까지 -230만 명이었다가, 2010~2020년까지 -410만 명으로 인구 순이동 규모가 76% 증가했다.

## 국가별 국민 소득과 인구 이동률과의 관계
2010~2020년까지 적어도 20만 명 이상의 인구 순유입(입국 이민>출국 이주)이 나타난 국가는 36개국이었는데, 이 중에서도 100만 명 이상의 순유입이 나타난 국가는 14개국(아래 사진)이었는데, 이 14개국 모두 세계은행(World Bank)에서 2018년 기준 소득이 높거나 중상위권에 해당하는 국가로 분류되었다.

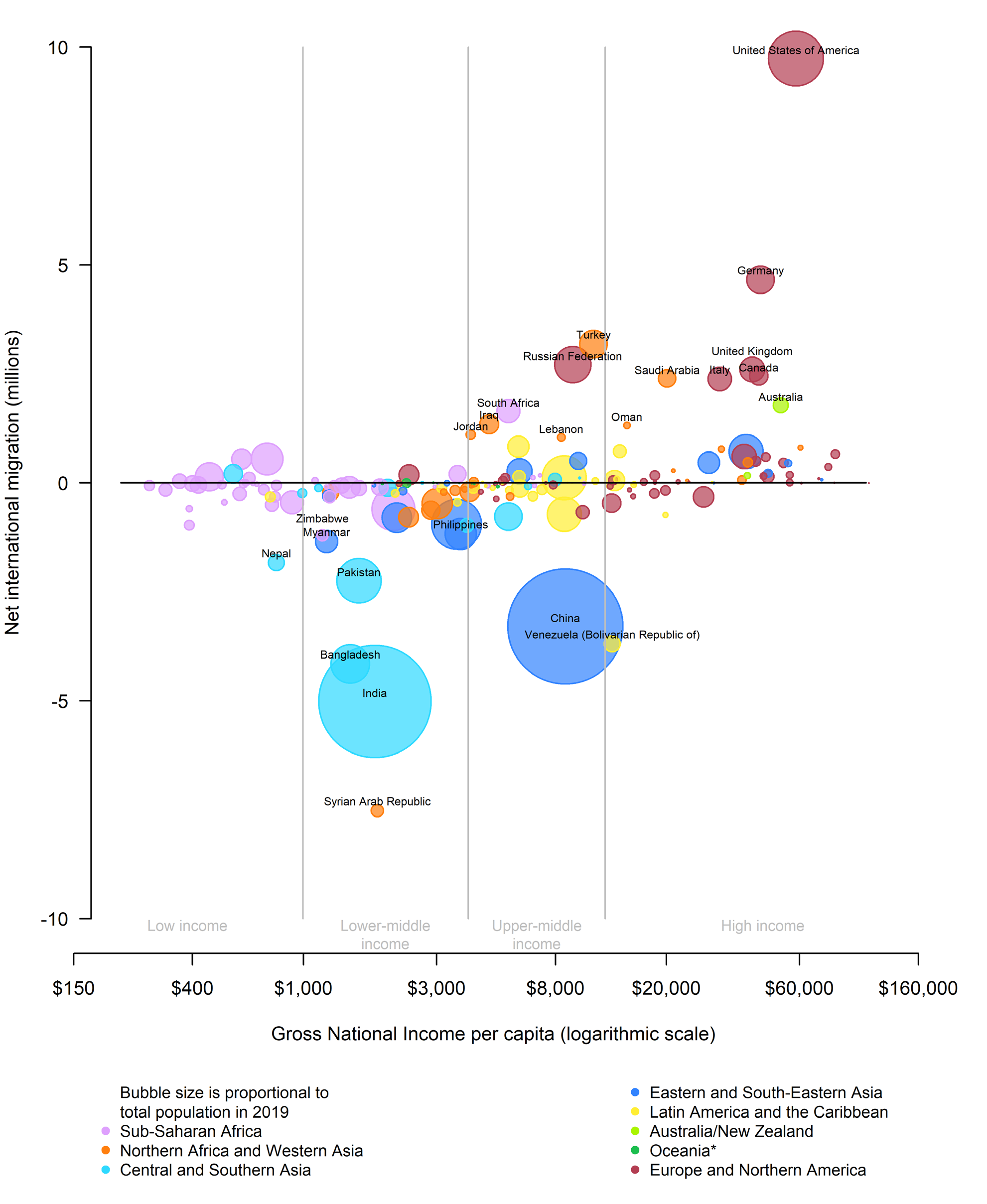
2010~2020년 1인당 국민소득 대비 인구 순유입 규모

(요르단, 레바논, 터키의 경우, 다른 국가들로부터 온 난민, 특히 시리아 내전의 여파로 온 난민이 많아서 순유입 규모가 높은 것임.)
2010~2020년까지 100만 명 이상의 순유출(입국 이민<출국 이주)을 겪은 국가는 10개국이었는데, 방글라데시 등 이들중 대다수 국가들이 외국인 노동자, 즉 취업이민을 목적으로 떠난 것으로 나타났으며, 여기에 해당하는 국가는: 방글라데시(-420만 명), 네팔(-180만 명), 필리핀(-120만 명)이 이었다. 그 외의 시리아(-750만 명), 베네수엘라(-370만 명), 미얀마(-130만 명)와 같은 다른 국가들의 경우 주로 내전, 경제 위기, 불안, 분쟁 등이 순유출의 주 원인이 되겠다.

## 인구 순이동과 자연감소
2010-2020년 사이 인구가 자연감소(출생아 수<사망자 수)했지만 인구 순유입(입국 이민>출국 이주)이 나타난 국가는 벨라루스, 에스토니아, 독일, 헝가리, 이탈리아, 일본, 러시아, 세르비아, 우크라이나 등 9개국으로, 이들 중에서도 벨라루스, 독일, 이탈리아, 러시아 등 4개국은 자연감소를 상쇄할 정도로 인구 순유입이 충분히 높았으며, 나머지 5개국은 인구 감소 속도를 늦추긴 했지만, 2020년 인구가 2010년보다 적었다.
반면에 같은 기간 동안 자연감소는 물론 인구 순유출까지 겹쳐, 인구 감소 속도가 빨라지는 등 상황이 악화된 국가들도 있는데, 동유럽 국가들이 대표적으로 해당된다. 여기에는 보스니아 헤르체고비나, 불가리아, 크로아티아, 그리스, 폴란드, 포르투갈, 라트비아, 리투아니아, 몰도바, 루마니아 등 10개국이 있으며, 모두 유럽에 속한 국가들이다.

## 같이 보기
- 인구통계학
- 인구이동